# Казахстан айелдери
«Казахстан айелдери» (каз. Қазақстан әйелдері — Женщины Казахстана) — общественно-политический, литературно-художественный журнал на казахском языке для женщин. Образован на базе газет «Қазақ әйел» и «Теңдік» (1925). С января 1926 выходил под названием «Әйел теңдігі». В 1935—1941 и 1950—1954 —"Сталин жолы". С января 1955 — современное название. Основные темы: проблемы семьи и дома, воспитание подрастающего поколения. Тираж 40 тыс. экз. (2003). Награждён орденом «Знак Почета»(1976).

## Главные редакторы
- Есова, Сара Сатпаевна 1925—1932
- Саналиева Нуржамал Сейсенгалиевна 1932—1934
- Арыкова, Нагима Идрисовна 1934—1937
- Мариям Бектембекова 1937—1949
- Сейтказиева Хасиба Габбасовна 1949—1951
- Атина Жакетова 1951—1980
- Мария Сапашевна Каракунакова 1980—1988
- Джаганова, Алтыншаш Каиржановна с 1988[2]